# ساگیروو
ساگیروو (انگلیسی: Sagirovo) یک شهرک در شهرستان کیگینسکی استان باشقیرستان کشور روسیه است.